# Pavel Trofimovich Morozov

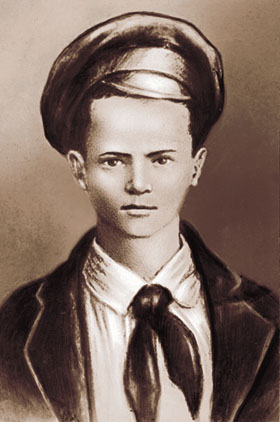
Pavlik Morozov

Pavel Trofimovich Morozov (1918-1932), còn được gọi là Pavlik, là một thiếu niên được chính sách tuyên truyền của Liên Bang Xô Viết tuyên dương như một liệt sĩ. Câu chuyện bắt đầu từ năm 1932 kể về một thiếu niên 13 tuổi tố cáo cha mình cho chính quyền và sau đó bị chính gia đình giết hại. Đây là một câu chuyện đạo đức được kể lại nhiều lần dưới chính quyền Xô Viết với ý nghĩa: chống lại chính quyền là phản động và ích kỉ, và chính quyền quan trọng hơn nhiều so với gia đình. Câu chuyện của Pavel Morozov trở thành một tấm gương tiêu biểu cho thiếu nhiên và nhi đồng, nhiều bài hát, truyện đọc, thơ và cả opera được viết để nêu lên tấm gương của Pavel Morozov cho thiếu niên và nhi đồng Liên Bang Xô Viết noi theo.
Sau khi Liên Bang Xô Viết sụp đổ, câu chuyện này trở thành bằng chứng cho chính sách tuyên truyền và thái độ giữa người với người dưới chính quyền Xô Viết.